# Кінний спорт на літніх Олімпійських іграх 1992
Змагання з кінного спорту на літніх Олімпійських іграх 1992 в Барселоні тривали з 28 липня до 9 серпня в Королівському клубі для гри в поло і Кінному клубі Ель-Монтанья. В програмі було три види кінного спорту: виїздка, триборство і конкур. Кожен з них поділявся на індивідуальні та командні змагання, тобто загалом розіграно 6 комплектів нагород.

## Медальний залік
| Дисципліна               | Золото | Срібло | Бронза |
| ------------------------ | --- | --- | --- |
| Індивідуальна виїздка    | Ніколь Упгофф на Rembrandt (GER)                                                                                          | Ізабелль Верт на Gigolo (GER)                                                                                                | Клаус Балькенголь на Goldstern (GER)                                                                                           |
| Командна виїздка         | Німеччина (GER) Клаус Балькенголь і Goldstern Ніколь Упгофф і Rembrandt Моніка Теодореску і Grunox Ізабелль Верт і Gigolo | Нідерланди (NED) Тінеке Бартелс і Courage Анкі ван Грунсвен і Bonfire Еллен Бонтьє і Larius Аннемарі Сандерс і Montreux      | США (USA) Роберт Довер і Lectron Керол Лавелл і Gifted Шарлотт Бредал і Monsieur Майкл Пулін і Graf George                     |
| Індивідуальне триборство | Меттью Раян на Kibah Tic Toc (AUS)                                                                                        | Герберт Блекер на Feine Dame (GER)                                                                                           | Блайт Тейт на Messiah (NZL) |
| Командне триборство      | Австралія (AUS) Девід Ґрін і Duncan II Джилліан Ролтон і Peppermint Grove Ендрю Гой і Kiwi Меттью Раян і Kibah Tic Toc    | Нова Зеландія (NZL) Блайт Тейт і Messiah Ендрю Ніколсон і Spinning Rhombus Марк Тодд і Welton Greylag Вікторія Латта і Chief | Німеччина (GER) Герберт Блекер і Feine Dame Ральф Еренбрінк і Kildare II Маттіас Бауманн і Alabaster Корд Мізеґес і Ricardo    |
| Індивідуальний конкур    | Лудгер Бербаум на Classic Touch (GER)                                                                                     | Піт Раймакерс на Ratina Z (NED)                                                                                              | Норман Делло Джойо на Irish (USA)                                                                                              |
| Командний конкур         | Нідерланди (NED) Piet Raijmakers і Ratina Z Берт Ромп і Waldo E Ян Топс і Top Gun Йос Лансінк і Egano                     | Австрія (AUT) Борис Боор і Love Me Tender Єрг Мюнцнер і Graf Grande Гуго Сімон і Apricot D Томас Фрюман і Genius             | Франція (FRA) Ерве Годіньйон і Quidam de Revel Юбер Бурді і Razzina du Poncel Мішель Робер і Nonix Ерік Наве і Quito de Baussy |

## Таблиця медалей
| Місце               | Країна              | Золото | Срібло | Бронза | Загалом |
| ------------------- | ------------------- | ------ | ------ | ------ | ------- |
| 1                   | Німеччина (GER)     | 3      | 2      | 2      | 7       |
| 2                   | Австралія (AUS)     | 2      | 0      | 0      | 2       |
| 3                   | Нідерланди (NED)    | 1      | 2      | 0      | 3       |
| 4                   | Нова Зеландія (NZL) | 0      | 1      | 1      | 2       |
| 5                   | Австрія (AUT)       | 0      | 1      | 0      | 1       |
| 6                   | США (USA)           | 0      | 0      | 2      | 2       |
| 7                   | Франція (FRA)       | 0      | 0      | 1      | 1       |
| Загалом (7 збірних) | Загалом (7 збірних) | 6      | 6      | 6      | 18      |